# Brihat Parashara Hora Shastra
Brihat Parashara Hora Shastra (sanskrit : बृहत्पाराशरहोराशास्त्र) est l'ouvrage de référence de l'astrologie indienne (Jyotish) constitué de 71 chapitres dont la première partie date du VIIe siècle et la seconde de la fin du VIIIe siècle. 

## Le titre
"Hora" (IAST) "horā" du grec ὥρα) est l'heure ou l'horoscope, "Shastra" l'étude ou le "traité" et "Brihat" grand. Le titre du texte peut donc être traduit par "le grand traité de l'horoscope par Parashara".

## Le contenu
L'ouvrage se présente comme un dialogue entre le Rishi Parashara et son disciple Maitreya.

## Référence
1. ↑  Dictionaire Monier-Williams, Renou, L'Inde classique, vol. 2, p. 193